# Planet Coaster
Planet Coaster je budovatelská, manažerská a simulační videohra vyvinutá a vydaná společností Frontier Developments pro Windows. Celosvětově byla vydána 17. listopadu 2016. Verze pro PlayStation 4, Xbox One a Xbox Series X/S, známá jako Planet Coaster: Console Edition byla v Severní Americe a Austrálii vydaná 12. listopadu 2020. O dva dny později vyšla pro PlayStation 5 a v Evropě vyšla o týden později. Verze pro macOS byla později vydána 17. listopadu 2020 na platformě Steam i v obchodě Mac App Store.

## Hratelnost
Ve hře jsou čtyři různé režimy. Sandbox, Challenge, Career a Scenario Editor. V režimu kariéry se hráči ujmou role manažera zábavního parku a musí plnit úkoly, jako je stavba nedokončených horských drah nebo najímání údržbářů. V režimu Sandbox mají hráči za úkol postavit vlastní zábavní park na prázdném pozemku a s neomezeným počtem peněz. Režim Challenge je podobný režimu Sandbox, ale je v něm přidána obtížnost, protože hráči musí počítat s finančními prostředky. Režim editoru scénářů byl přidán v aktualizaci a je podobný režimu kariéry, ale umožňuje hráčům přizpůsobit si vlastní úkol ve všech uložených parcích.

## Vývoj a vydání
Společnost Frontier již dříve pracovala v žánru výstavby a správy zábavních parků s hrami RollerCoaster Tycoon 3 (jehož je Planet Coaster duchovním nástupcem), Thrillville, Thrillville: Off the Rails a Zoo Tycoon.
Hra se původně jmenovala Coaster Park Tycoon. Odhalena byla 29. ledna 2015 a během veletrhu E3 2015 a později byla přejmenována. Planet Coaster je po Elite Dangerous druhou samostatně vydanou sérií společnosti Frontier. Před uvedením hry na trh v listopadu 2016 společnost uspořádala několik alfa a beta testů.
Hra byla po vydání podporována bezplatným i placeným stahovatelným obsahem po vydání.
Titul se po vydání dočkal pozitivních recenzí, přičemž kritici chválili sandboxový režim hry a nástroje pro tvorbu. Kritika směřovala především na režim kariéry ve hře. Hra byla komerčně úspěšná a k lednu 2020 se jí prodalo více než 2,5 milionu kopií.

## Pokračování
Pokračování Planet Coaster 2 vyšlo 6. listopadu 2024 pro PC, PlayStation 5 a Xbox Series X/S.